# Fuentesaúco
Fuentesaúco ist ein nordwestspanischer Ort und eine Gemeinde (municipio) mit nur noch 1.606 Einwohnern (Stand: 2024) im Süden der Provinz Zamora in der Autonomen Gemeinschaft Kastilien-León. Zur Gemeinde gehört neben dem namensgebenden Hauptort die Wüstung Guarratino.

## Lage und Klima
Fuentesaúco liegt am westlichen Rand der Kastilischen Hochebene (Meseta Iberica) in einer Höhe von ca. 825 m. Die Provinzhauptstadt Zamora ist gut 50 km (Fahrtstrecke) in nordwestlicher Richtung entfernt; bis nach Salamanca sind es gut 35 km in südsüdwestlicher Richtung. Das gemäßigte Kontinentalklima wird nur selten vom Atlantik beeinflusst; Regen (ca. 471 mm/Jahr) fällt vorwiegend im Winterhalbjahr.

## Bevölkerungsentwicklung
| Jahr      | 1970 | 1981 | 1991 | 2001 | 2011 | 2021 |
| Einwohner | 2280 | 2173 | 1994 | 1868 | 1909 | 1608 |

## Sehenswürdigkeiten
- Marienkirche (Iglesia parroquial de Santa María del Castillo)
- Johannes-der-Täufer-Kirche (Iglesia de San Juan Bautista)
- Marienkapelle (Ermita de Los Dolores)
- Marienkapelle (Ermita de la Virgen de la Antigua)

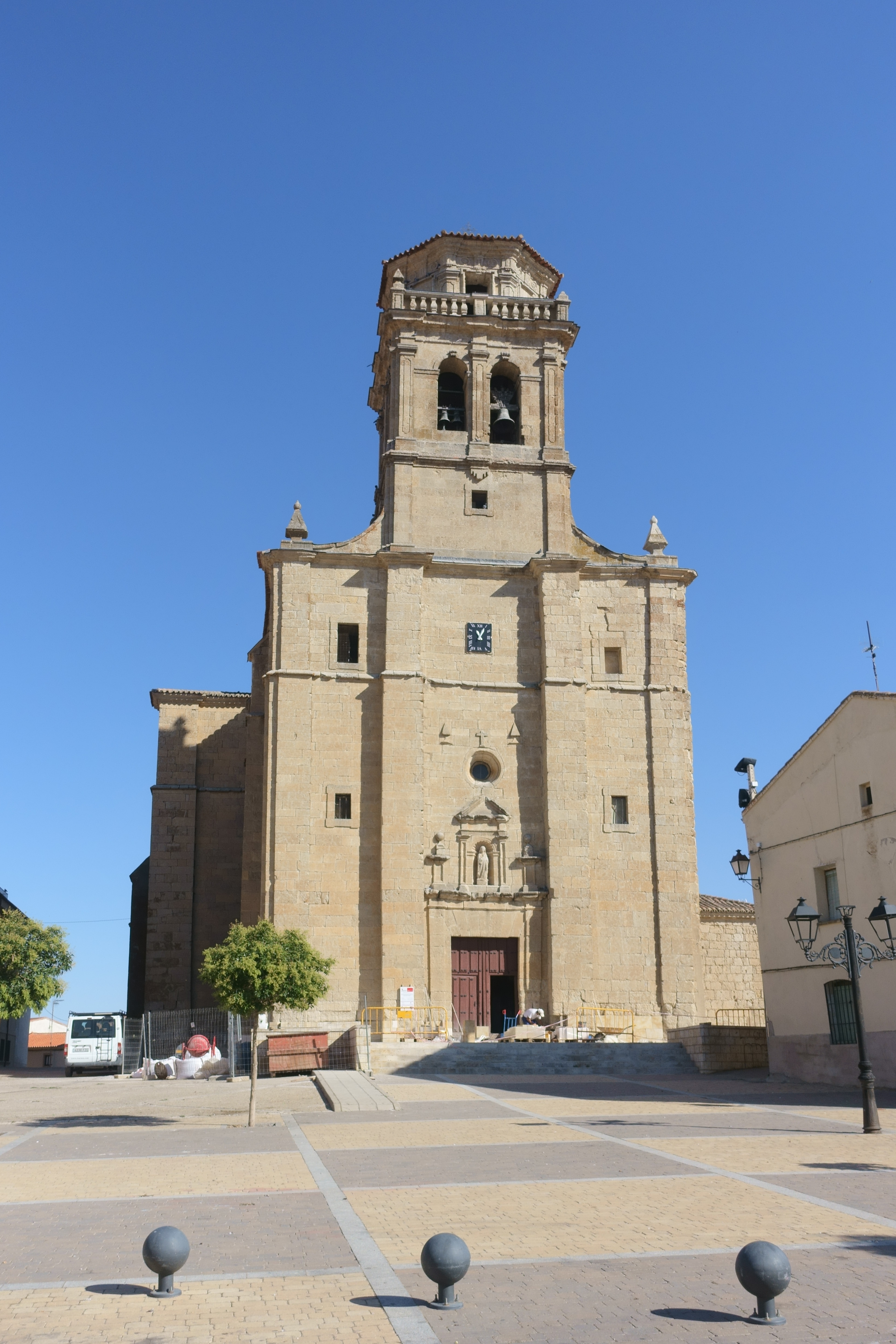
Marienkirche
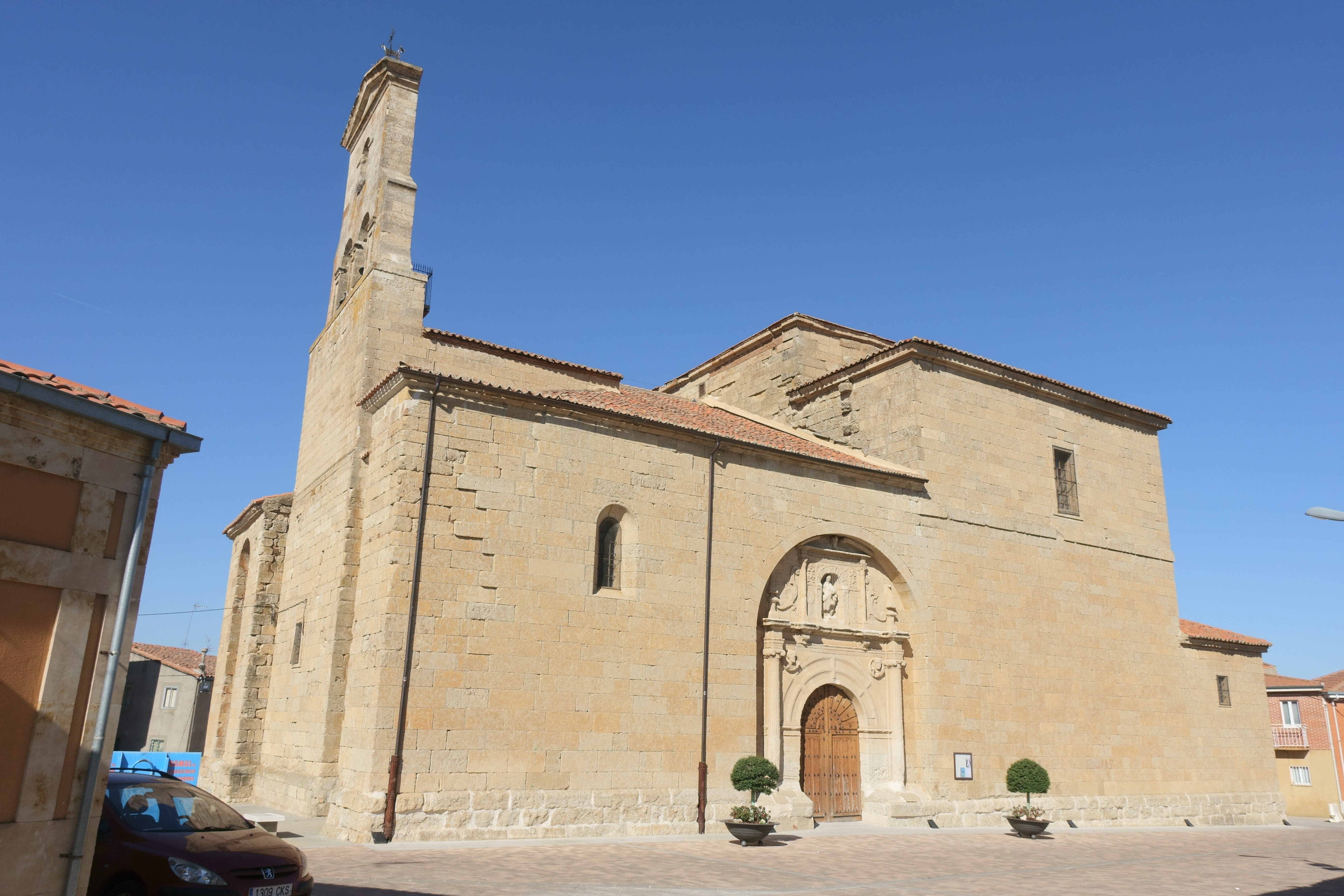
Johannes-der-Täufer-Kirche
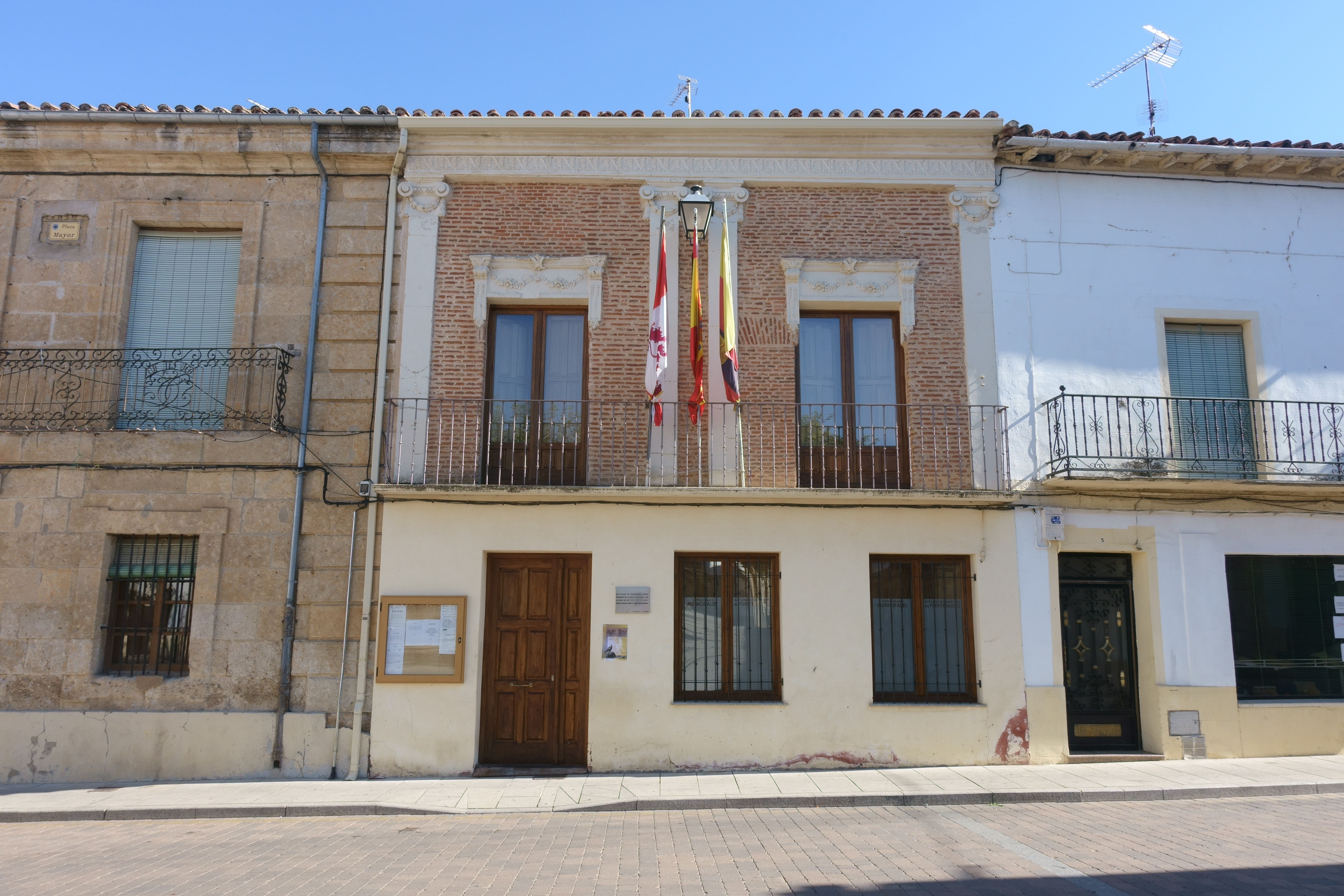
Rathaus